# Función gamma de Hadamard
En matemática, la función gamma de Hadamard, llamada en honor a Jacques Hadamard, es una extensión de la función factorial, diferente de la función Gamma. Esta función, con su argumento desplazado una unidad menos, interpola el factorial y lo extiende a los reales y números complejos de una manera diferente a la función Gamma de Euler. Se define como:
{\displaystyle H(x)={\frac {1}{\Gamma (1-x)}}\,{\dfrac {d}{dx}}\left\{\ln \left({\frac {\Gamma ({\frac {1}{2}}-{\frac {x}{2}})}{\Gamma (1-{\frac {x}{2}})}}\right)\right\}}
donde Γ(x) denota la función Gamma clásica. Si n es un entero positivo, entonces:
{\displaystyle H(n)=(n-1)!.\,}

## Propiedades
A diferencia de la función Gamma clásica, la función gamma de Hadamard H(x) es una función entera, i.e., esta no tiene polos en todo su dominio. Satisface la siguiente ecuación funcional
{\displaystyle H(x+1)=xH(x)+{\frac {1}{\Gamma (1-x)}}}

## Representaciones
La función gamma de Hadamard puede expresarse en términos de funciones digamma como
{\displaystyle H(x)={\frac {\psi \left(1-{\frac {x}{2}}\right)-\psi \left({\frac {1}{2}}-{\frac {x}{2}}\right)}{2\,\Gamma (1-x)}}}
y como
{\displaystyle H(x)=\Gamma (x)\left[1+{\frac {\sin(\pi x)}{2\pi }}\left\{\psi \left({\dfrac {x}{2}}\right)-\psi \left({\dfrac {x+1}{2}}\right)\right\}\right],}
donde ψ(x) denota la función digamma.